# ドラゴンボールのアニメオリジナルの登場人物
ドラゴンボールのアニメオリジナルの登場人物（ドラゴンボールのアニメオリジナルのとうじょうじんぶつ）では、鳥山明原作のアニメ『ドラゴンボール』（以下「初代」）、『ドラゴンボールZ』、『ドラゴンボールGT』、『ドラゴンボール改』、『ドラゴンボールDAIMA』、『ドラゴンボール超』、『ドラゴンボール オッス!帰ってきた孫悟空と仲間たち!!』および、劇場版に登場する架空の人物について紹介する。原作漫画『ドラゴンボール』に登場する人物に関しては、「ドラゴンボールの登場人物」を参照。アニメ・漫画版『ドラゴンボール超』に登場する人物に関しては「ドラゴンボール超の登場人物」を参照。『ドラゴンボール』のゲームに登場する人物に関しては、「ドラゴンボールのゲームオリジナルの登場人物」を参照。

## 『ドラゴンボール』の登場キャラクター
ワニ
声 - 佐藤正治
第3話に登場。サングラスをかけたワニ。カメハウスの近くでサンオイルを塗り昼寝をしていたところをドラゴンボールを狙ってやってきたピラフにナイフを突きつけられ「ハンドバッグになりたくなかったらわしの質問に答えろ」と脅され亀仙人の居場所を吐かされた。
ノッポ、チビ、デブ
声 - 銀河万丈、千葉繁、郷里大輔
第15話に登場。ウエスタン風の町の飲み屋で200万ゼニーのお尋ね者となったランチの張り紙を見て、ランチを捕らえて金儲けを狙おうとする3人組。しかし、ランチにまったく歯が立たずにやられる。
コソ泥の少年
声 - 頓宮恭子
第30話に登場。悟空からドラゴンレーダーを盗む少年。盗んだドラゴンレーダーを、ある町の古道具屋の主人（声 - 大竹宏）に売りつける。
フラッペ博士
声 - 八奈見乗児
第42話に登場。元レッドリボン軍の科学者で、人造人間の製作者の一人だが、脅されて無理やり協力させられていた。普段はジングル村のはずれに住む。人嫌いで、気に入らない人物の訪問を追い返すこともあるが、スノのことは可愛がる。アニメ版における人造人間8号の実質的な開発者で、後にドクター・ゲロと共同で製作したとされている。8号がレッドリボン軍が望む凶悪な性格ではない心優しい人造人間だったため、レッドリボン軍からは少々恨まれてもいる。悟空、スノ、8号から、8号の体内にある爆弾の除去を頼まれ、人造人間8号が村で平和に暮らせるようにと爆弾を除去する。同時にドラゴンレーダーの修理も頼まれるが、構造が複雑過ぎるということで直せなかった。
フラッペとゲロは、人造人間開発部の同僚だったと提示されている。
巨漢
声 - 塩屋浩三
第43話に登場。西の都で賞金10万ゼニーを賭けたストリートファイターの拳法家と対戦し敗北。
ハスキー
声 - 藤田淑子
第44話、第45話に登場。金さえ払えば、盗みから殺しまでどんな任務も遂行する敏腕の女仕事人。悟空の持つドラゴンボールを奪うため、レッドリボン軍が雇う。占い師に化けてヤムチャに色仕掛けを行い、一度は悟空から預かっていたドラゴンボールを奪うが、その後悟空に取り返される。この件でヤムチャはブルマに誤解され、レッドリボン軍本部突入時までもめることになる。
画家
第50話に登場。レッドリボン軍のレッド総帥の肖像画を描くヤギの画家。背が小さいレッド総帥を背が高く、美化した姿で描く。

### 修行の旅編
チャオの住む村の村民
第79話に登場。
チャオ
声 - 山本百合子
悟空が第22回天下一武道会に備え、単独で修行の旅に出たあと、最初に立ち寄る村の少女。トラ（声 - 玄田哲章）に食べられかけていたところを悟空に助けられ、仲良くなる。
村長
声 - 佐藤正治
村の長。
ブルカ、サリ、ピノ、ホアン、スーチン、サンチャン、テムジン、リアン・ジェ、ホー・ジェ、フゥ・ジェ、チェン・シー
声 - 田中和実、掛川裕彦ほか
村人たち。金角、銀角兄弟が村人たちを瓢箪に吸い込むため、銀角に出席をとられて名前を言う。中には赤ん坊もいる。

金角、銀角（きんかく、ぎんかく）
声 - 田中康郎、青野武
第79話に登場。名前を呼ばれても返事をしなかったものを、吸い込んで酒に変える不思議な瓢箪を持ち、それを脅しにしてチャオの住む村を好き放題に荒らす。金角が兄、銀角が弟であり、銀角は兄には頭があがらない。その後、悟空の活躍で瓢箪は村人の手に渡り、それまで村から奪った分を取り戻させるべく、2人とも村人たちにこき使われる。
豹牙兄弟
第80話に登場。豹牙流拳法の使い手。
豹牙天龍（ひょうが てんろん）
声 - 塩沢兼人
豹牙流師範。「豹牙旋風脚」という技の使い手。悟空の多重残像拳が通用しないほどの達人。
豹牙昇龍（ひょうが しゃおろん）
声 - 渡部猛
天龍の弟。豹牙流師範代。おかっぱ頭の巨漢拳士。乱暴者だが兄には従順。

陳一家
第80話に登場。陳家星極拳の使い手。
陳大拳（ちん たいけん）
声 - 小川真司
自らをライバル視する天龍に御前試合を挑まれるが、体調が悪化し、代役を悟空に頼むことになる。
陳小拳（ちん しょうけん）
声 - 三輪勝恵
父親思いな陳大拳の息子。父親が自分ではなく悟空に代役を依頼したことに嫉妬し、悟空の食事に下剤を混ぜることで自分が代わりに出場しようとする。しかし悟空には下剤の効果がすぐに現れず、試合に出場できずに終わる。
その後、試合中に腹痛を催すも印象的な戦いぶりを見せた悟空に対し、考えを変えることとなる。

魔界の者
第81話に登場。魔界に住む者たち。
シュラ
声 - 古川登志夫
魔界に住む魔人の武道家。呪いがかけられた剣によって毎晩人間界と魔界を行き来し、ミーサ姫をさらうなどの行いで魔界の掟を混乱させる。占いババの宮殿における、孫悟飯戦後の悟空でも苦戦を強いられるほどの実力を持つ。腕の周囲に竜巻のような衝撃波を作り出す技や舞空術のような技も使い悟空を追い詰めるが、悟空のかめはめ波で目が眩み、メラの邪魔を受け敗北する。
メラ
声 - 勝生真沙子
魔界の門番をつとめる魔女（魔人）。ゴラという怪力で大柄な部下がいる。シュラの行動を快く思っていない。当初は通行証のない悟空を追い返そうとするが、シュラを倒そうとしていることを聞き、特別に魔界へ通す。
ゴラ
声 - 郷里大輔
魔界一の力持ちで、門番をつとめるメラの部下。

クレス王国の王族
シュラの悪行に苦しみ、さらわれた娘のミーサ姫を救う勇者を探す。
ミーサ姫
声 - 荘真由美
城から魔界にさらわれた王女。
クレス王
声 - 阪脩
クレス王国の王。当初は城に訪れた悟空の実力を疑っていたが、城の衛兵を一蹴したことに加え、武天老師の弟子であることを知ると一変し自らの無礼を詫びた。その後、悟空に魔界のことを話し、娘のミーサの救出を依頼した。
クレス王妃
クレス王国の王妃でミーサ妃の母親。さらわれた娘を心配する。
猪鹿蝶（いのしかちょう）
声 - 郷里大輔
第82話に登場。名前のとおり猪の体に鹿のような角と蝶のような羽が生えた怪獣。鉄砲などの銃で撃たれても傷を負うことがない屈強な体を持ち、いろいろな村に出現しては暴れて村を荒らし、そのたびに天津飯と餃子に退治される。このことは実は申し合わせであり、2人は猪鹿蝶をわざと暴れさせては捕まえ、用心棒代を騙し取っていたのである。アニメ版においては第22回天下一武道会ではなく、この話が2人の初登場となる。その後、見限った天津飯に火であぶられるが悟空に救出され、悟空の修行相手を務めたあとはそれまでの埋め合わせを行うがごとく、メンタンピン村の農耕などに協力して余生を過ごす。
若かりし日の亀仙人と鶴仙人（約300年前）に飼われていた。
メンタンピン村の村民
第82話に登場。
タンメン
声 - 鈴木富子
天津飯に敗北した悟空を看病する少女。悟空の話を聞き、村が天津飯と餃子に騙されていたことに気づく。
二人の後を追った悟空が隣のリンシャン村に向かい、村人たちに猪鹿蝶の仲間だと誤解されたときにはメンタンピンの村長とともにリンシャン村も自分の村と同じ手口で天津飯と餃子に騙されていたことを話し、悟空の身の潔白を証明する。
村長
声 - 辻村真人
村の長。猪鹿蝶に悩まされている。

ピンフ
猪鹿蝶に襲われた両親（声 - 沢木郁也、山口奈々）と一緒に逃げてきた赤ん坊。
女村長
声 - 鈴木れい子
天津飯たちに金を騙し取られた村の長。
コンキチ
声 - つかせのりこ
悟空がヤッホイで出会う狐の少年。金銭問題で絡まれていたところを悟空に助けられ、悟空を「アニキ」と呼び何か返礼をしようと付きまとう。実はこそ泥であり、天下一武道会に出場するという悟空のために飛行機のチケットを盗むが、占いババに正体を気付かれることとなる。根は良い性格で、特に子供の扱いはうまい。

### ピッコロ大魔王編
クマ男

第107話に登場。ドラゴンボールを集める亀仙人たちより数分の差で先にドラゴンボールを拾う粗暴な盗賊のクマ。海賊船の形をした巨大な戦車に乗り込み、手下たちを従える。ドラゴンボールを巡る亀仙人たちとの交渉にも応じず決裂し襲い掛かろうとするが、餃子の超能力と天津飯の剛拳を前に沈黙する。
氷の洞窟
アニメ版では超神水はカリンが所持しているのではなく、氷の洞窟に隠されているという設定になっている。
吹雪男
第115話に登場。超神水を入手しようとする悟空とヤジロベーの前に、氷の洞窟で立ちはだかる。再生能力がある氷の化け物で斬っても砕いても復活するため、たまらず逃げた悟空たちは氷の坂を滑り落ちなんとか逃げ切る。
闇
声 - 柴田秀勝
第114話 - 第116話に登場。氷の洞窟の暗闇が意志を持ったもの。「聖なる水を人間には渡さない」と亀仙人に化け幻を見せたり戦いを挑むなどの手段で追い返そうとするが、最終的に悟空を認め水を授ける。

### 天界修行編
マジュニアの卵を拾った老夫婦
第123話に登場。ピッコロ（マジュニア）の卵を拾う老夫婦。妻が川で洗濯しているときに川から流れて来たピッコロの卵を拾う。卵から孵ったピッコロに家を破壊されて怯える。
チューリー
声 - 鈴木富子
第127話に登場。悟空が神様のもとでの修行中に会う少女。ピッピという小鳥とは大の仲良しで、雛の頃から大切に育てている。ゴロゴロ山の麓に住んでおり、雷に撃たれた悟空を母親（声 - 坪井章子）と共に救助する。悟空に心でものを見ることを教える。
ヤオチュン
声 - 郷里大輔
第128話に登場。神様の修行の一環として悟空が送られた土地で修行を行っていた武道家。ムース一家にその情報を聞いた悟空は神様が強い武道家と戦わせて修行させようとしているのだと思い勝負を挑むが、悟空がたやすく勝利する。
ムース一家
第128話に登場。大家族でムース、カリントのほか、ムースの妻エクレ（声 - 上村典子）、子には下からプーリ、クレプ、ドナッツ、ゼリ、ビスケ、ババロ、チョコ、クッキー、シューク（声 - 大倉正章）がいる
ムース

猟師で、空腹のあまり獣用の罠にかかりかけた悟空と仲良くなり、謝罪の意味も込めて食事をご馳走し一晩家に泊める。
カリント
声 - 阪脩
悟空が神様のもとでの修行中に出会う老人。神様が本当に悟空に会わせたかった人物。釣りが大好きで、悟空に釣りを通じて心を無にすることを教える。

ファンファン
声 - 山本百合子　※クレジット無し
第129話に登場。神様の修行の一環としてタイムスリップした悟空が若き日の18歳の亀仙人、鶴仙人、そして武泰斗らとともに出会う女性。亀仙人と鶴仙人が惚れている。
人形孫悟空
第130話に登場。ミスター・ポポが悟空の髪の毛と命の水と粘土で作り上げた悟空の分身人形。オリジナルと同じ戦闘能力を持つが、人形ゆえに気を持たない。目の形はポポと同じ。悟空の修行相手として用意され、最初は仮面を着用していた。最終的には、命の水の効果が切れたことで敗北。
ミント
声 - 渡辺菜生子
第131話、第132話に登場。悟空に刺激され、カリン塔を目指していたヤムチャ、クリリン、天津飯、餃子の4人が、その旅の途中で通過する村の少女。祭を行っていた最中に近郊の火山が突然噴火し村が壊滅の危機に陥るが、最終的には4人の活躍でマグマを塞き止めることに成功する。マグマを塞き止められるわけがないと思っていたミントの兄パオル（声 - 平野正人）も最終的には4人を認める。

### 炎の中のウエディングドレス編
ジャスミン、ウンナン
声 - 佐藤正治、松尾銀三
第149話に登場。ウーロンの故郷であり、彼に似た一族が住む八角村の住人。ウーロンが南部変身幼稚園で先生のパンツを盗んで追い出されたことを知っており最初は否定するが、実はウーロンと同じような好みの持ち主。チチに村の名所、バショ温泉に入るよう促し、入浴を覗こうとするも村中の一族が同様の目的で集まったた結局覗けず、チチに知られて蹴りとばされる。
火喰い鳥
第150話に登場。キウイ山の火口に住む幻の鳥で火を食べて生きるという伝説がある。芭蕉扇を必要としていた孫夫婦はカメハウスにあった文献に火喰い鳥の羽根が原料になると書かれているのを知り、キウイ山へ向かう。火喰い鳥は40年前の噴火で岩の下敷きとなり絶滅したと思われていたが、後に生き残りがいることが判明する。ただし、実際には羽根は体から抜けるとすぐ消える（文献は亀仙人が酔っ払って落書きしたもの）。その代わりチチが拾った八角形の卵殻が最終話で重要な役を果たす。
火喰い鳥とそのヒナのデザインは鳥山明がアニメ用にデザインしたものであり、鳥山と東映アニメーションの共同作業によって作られた。
博士

第150話に登場。キウイ山の火口内の洞窟にあった火喰い鳥の卵に計器を付けて観測しながら孵化を待ち続ける。宇宙服に似た防護服を着ている。
歯っかけばあさん
声 - 山本圭子
第151話に登場。炎までもを凍らせる雪があるという女人禁制の山、フラッペ山の麓に住む老婆で、名前のとおり歯が欠けていて一本しか生えていない。亀仙人が鍋敷きにしていて捨てた芭蕉扇を海岸で拾い、使い方も知らず塵取りとして所持していた。養蜂を生業としており、チチに花嫁修業と称して家事をさせた礼として一緒に八角形の巣を作る蜂の蜜も持たせる。
アンニン
声 - 横沢啓子
第152話、第153話（最終話）に登場。「太上老君」とも呼ばれ、あの世とこの世の境目である五行山に置かれた八卦炉の管理者。八卦炉の火を消すと、この世とあの世が混ざり地獄の鬼が暴れまわることになるため数万年にわたり八卦炉を管理している（八卦炉の火は一度消えるともう一度点火するまで2000年は軽くかかる）。戦闘力はかなり高く、舞空術も使えるうえに触角を自在に伸ばして投げ飛ばしたり体の大きさを自由に変化できる能力まで持つ。外見は若い女性だが数万年も生きており、老婆であることを悟空に指摘され激怒する。子供じみた性格をしており、人をくったような言動もとるが管理者としての矜持は一応はある。八卦炉の火にかけた鍋で茹でたスパゲティを食べ、最近火力が弱まったせいか茹で加減がいまいちと不満のようである。八卦炉の底の一部が破損したため、八卦炉の火が五行山の裏側にある牛魔王の城に繋がり、牛魔王の城が炎に包まれる。悟空とチチから八卦炉の火を消すように頼まれるが却下し、諦めようとしない悟空と戦うが、悟空夫妻が八卦炉の底を修復するために必要な芭蕉扇・火喰い鳥の卵の殻・八角形の巣を作る蜂の蜂蜜を持っていることを知ると彼らに協力し、八卦炉の鍋を持ち上げ悟空を八卦炉の修理に向かわせる。悟空が八卦炉の修理を終らせて戻ってきたあとチチに謝罪する。
孫悟飯 (孫悟空の育ての親)が八卦炉の守衛のアルバイトを務めており、悟飯のことをちゃん付けで呼ぶ。悟空に「じっちゃんもアンニン様と仲良くな」と言われて照れる描写がある。

## 『ドラゴンボールZ』の登場キャラクター

### サイヤ人編
ロボット
声 - 塩屋浩三
第9話に登場。悟飯が砂漠の底にある地下遺跡・ネムリアの神殿に落ちた際に発見した万能カプセルロボットC-6号。SSS（スリーエス）シリーズのプロトタイプであり、かなり古い型ではあるものの性能は優秀であり、料理機能（風味も選択可能）もある。80年前、遺跡発掘中の事故により置き去りにされ、以後悟飯がスイッチを入れるまで眠り続けていた。
ぶっきらぼうな性格だが、遺跡に落ちて脱出できないでいた悟飯に慕われ、彼と寝食をともにするなかで優しさも見せるようになる。遺跡が崩れだした際は悟飯を崩壊から守り、谷の向こうまで投げ飛ばすが、そのことで大量のエネルギーを消費する。最後に悟飯を励まして全エネルギーを消耗し機能を停止する。
演じた塩屋はロボットなので感情を抑えた演技が要されたため、悟飯に対して感情のある台詞を言いたくても押さえるのが難しかったが、凄く印象に残った役と語っている。
草食恐竜
第10話に登場。悟飯が自力で食料を調達し、ひとりになっても泣くことがなくなったころ、悟飯のねぐらの洞窟に入り込んでいた草食恐竜。容姿はブラキオサウルスに近い。左の脇腹のあたりを負傷しているのを見た悟飯が悟空直伝の薬草で治療、介抱する。
悟飯は友達になることを夢見るが、その後この恐竜は肉食恐竜に襲われる。守ろうと戦った悟飯は投げ飛ばされて気絶し、意識を取り戻したころには骨だけが残されていた。
タイタンズの監督
声 - 佐藤正治
第10話に登場。ヤムチャがアルバイトとして雇われる野球チーム、タイタンズの監督。髭を生やしており、太っている。
オグリ
声 - 平野正人
第10話に登場。タイタンズの敵チームの投手。ヤムチャに1試合でホームラン3本打たれる。タイタンズ側ベンチがヤムチャの前の打者に「デッドボールになれ」というサインを送っていたことに気付き、ヤムチャを打ち取ろうとしてあえて危ない球を投げる。それが乱闘騒ぎの原因になる。
ダグ
声 - 戸谷公次
第10話に登場。タイタンズの敵チーム「レイルウェイズ」の選手。
幻のサイヤ人（オニオン、ブロッコ）
声 - 郷里大輔、岸野幸正
第17話に登場。サイヤ人来襲に備えて神様のもとで修行するクリリンたちが幻覚の中で出会う2人組のサイヤ人。クリリン、天津飯、ヤムチャ、餃子の4人に襲いかかり彼らを倒すが、過去の世界を旅するのはクリリンたちの心だけで実際に死ぬことはない。しかし神様によると2人の幻のサイヤ人は半人前の下級戦士であり、それを知ったクリリンたちは必死で修行に打ち込む。
モアイ王
声 - 銀河万丈
第11話に登場。ベジータとナッパが地球に向かう途中に「金になりそうな星」という理由から立ち寄る星、アーリア星の独裁者。王座に就いてからは、贅沢三昧に興じるだけの日々を送り、一般市民を捕らえては剣闘士として殺し合いをさせ、敗者はイエディの餌にするというおもちゃ扱いをし、気に入った女性がいれば、たとえ別の男との結婚式の最中だろうが構わずに奪い去るといった強引さを持つ。ベジータたちがこの星を手に入れることを目的で来訪したことを知ったとたん、部下たちに彼らを八つ裂きにするように命じるが、まったく歯が立たずあっという間に支配体制を破壊され、自身もベジータの念力岩で肉体を貫かれ絶命する。
その直後、ベジータは金にならないという理由で圧政から耐え忍んだ者ごと星を破壊する。
その星の住人は男がハエ、女が蝶の人間型、といった風な外見で、人間よりふた回りほど身体が大きい。美的感覚の違いから彼らから見ると人間は非常に醜いらしい。
アトラ、レムリア

第11話に登場。アトラはモアイ王に捕らえられ牢に入れられていた。レムリアはアトラの妻だが、モアイ王に捕らえられる。最後はベジータとナッパが星を破壊したことで星もろとも消滅する。
イエディ
第11話に登場。アーリア星の神殿にある巨大闘技場の地下に生息している巨大生物。普段は処理係として闘技場で戦いに敗れた兵を食べている。昆虫のような体をしており、言葉は話せず不気味な唸り声を上げ相手を威嚇する。巨体ながら、かなりのスピードで動き、目から光線を発する。モアイ王にけしかけられナッパと戦うが、力比べで指を引きちぎられ、エネルギー弾を食らって消滅する。
ゴズとメズ
第12話、第13話、第95話、第195話に登場。地獄の一丁目三番地を監視しており、「三途の川出張所」に勤める地獄の番人。アニメオリジナルながら、「サイヤ人編」と「フリーザ編」と「セル編」をまたいで登場している。
語尾に「 - オニ」をつけて話す。暇つぶしのつもりで蛇の道から地獄へ落ちてきた悟空と相撲や鬼ごっこで勝負をすることになり、最終的には敗れて蛇の道へ戻れる抜け道を教える。第95話では界王星でヤムチャたちに倒され地獄に落ちてきたギニュー特戦隊（ギニューを除く）に驚いたり面白がったりする。第195話では地獄に落ちたセルに怯える。
名前は、両者とも地獄に関連する牛頭と馬頭から。
ゴズ
声 - 佐藤正治（『Z』第13話）
青鬼。怪力の持ち主で地獄で閻魔大王の次に強いと言われている。
メズ
声 - 戸谷公次（『Z』第13話）
赤鬼。俊足で地獄で閻魔大王の次に足が速いと言われている。

蛇姫
声 - 向井真理子
第14話に登場。あの世の美人コンテストで優勝した経験を持つ美女であり、その正体は恐ろしい本性を隠し持っている蛇道神。約1500年前、蛇の道の真ん中に御殿を構える。悟空に一目惚れし、家来たち（声 - 冬馬由美ほか）を使ってあの手この手でもてなし引き止め、眠らせた悟空の夢を鏡に映した際に独身でなく妻子持ちであることを知ると逆恨みし、大蛇の姿となって舞空術で逃げる悟空を食べようとする。追いかけ回すうちに自分自身の体が絡まり、最終的には捕り逃がす。500年ほど前には蛇の道を通った閻魔大王のことも好きになったこともある。悟空と閻魔大王以外の者は食べられたようである。その後、家来たちと洗濯物を干している際に界王の下で修業を終えた悟空に猛スピードで屋敷を横切られ驚く。
ピゲロ
声 - 草尾毅
第16話に登場。悟飯がチチと悟空に会いたい一心で島から脱出したあと、流れ着く浜の近くに住む。ロム（声 - 冬馬由美）、チコ（声 - 久川綾）の兄妹をはじめ、ハッチ（声 - 丸尾知子）、ジンク（声 - 田中和実）、エナ、ヨードンら孤児たちのリーダー。
強制的に施設に入れようとする補導員の大人たち（声 - 佐藤浩之、掛川裕彦）を退けてきたが、一方で子供たちのためには施設に行って学校に通わせたほうがいいとの考えも持っている女性補導員（声 - 大野由佳）もいる。
一般人の部類に入るが、大人を一撃で倒すほどの実力をもっている。
悟飯が流れ着いた翌日、施設の大人や警官によって孤児たちは全員捕まり、ピゲロは子供たちの将来を思いあえて見捨て、悟飯だけを連れて逃走するという苦渋の決断をする。エアカーで悟飯をパオズ山の近くまで送ると、ピゲロは涙を風に乗せて去っていく。
グレゴリー
アニメ版において、北の界王の身の回りの世話をしている生物。

ツフル人
第20話の回想に登場。惑星ベジータでサイヤ人とともに暮らしていた種族だが、サイヤ人に制圧され滅ぼされる。惑星ベジータが高重力のため体の大きさはサイヤ人の半分ほどしかないが、知的で高度な文明を持っている。
惑星ベジータの神
ツフル人同様、界王が語る回想の中で登場。かつてサイヤ人の悪行にたまりかね、巨大隕石を自らの力で引き寄せて惑星ベジータに衝突させたと伝えられている。

### フリーザ編
ゼシン、ブン
声 - 難波圭一、中村大樹
第39話に登場。悟飯、クリリン、ブルマがナメック星に出発して約1週間目に遭遇する、鏡張りの球体宇宙船の代表格である少年2人。故郷をフリーザ一味（キュイをリーダーとする派遣隊）に滅ぼされ、子供たち（エミー〈声 - 嶋方淳子〉、少年〈声 - 柳沢三千代〉）だけが何とか脱出し、大人たちが商売で行き来していた星を目指している。悟飯たちをフリーザ一味と勘違いして包囲し皆殺しにしようとするが、流星群の中に突入した彼らの宇宙船を悟飯らが危機から救ったことなどから誤解は解ける。ゼシンらは2週間ほど前にナメック星を通ってきたため、別れ際に悟飯らにナメック星への近道を教える。
ライチ、ザークロ
声 - 田の中勇、田中康郎
第40話から第44話に登場。悟飯らがナメック星に向けて出発し、約10日目に遭遇。宇宙潮流に巻き込まれ環境の悪い無人の星に不時着し、宇宙船が壊れて星から脱出できなくなった宇宙人の2人組。他人の記憶を読み取ったり幻覚を見せる能力を持ち、その星をナメック星と勘違いした悟飯らを騙し、悟飯らの宇宙船を奪おうとする。当初、その能力により容姿もナメック星人に変えていたが、本来は人間風ではない目と目の離れたピンク色の大柄な容姿である。ドラゴンボール探しを親切に手伝うふりをしつつ悪だくみを巡らせ、一時は悟飯らの動きを封じドラゴンレーダーを奪い、宇宙船も奪うことに成功するかにみえたが、結局、罠から脱出した悟飯とクリリンに倒され、その星に取り残されることになる。
ベジータ王
声 - 銀河万丈（『Z』第78話、ゲーム『Sparking!METEOR』、劇場版第20作『ブロリー』）、岸野幸正（『Z』第124話）、佐藤正治（劇場版第11作『燃えつきろ!!熱戦・烈戦・超激戦』、劇場版第18作『神と神』、『超』）
第78話でフリーザの回想シーンにて初登場。惑星ベジータの王であり、ベジータの父親。
原作では「王」という名前のみ登場する。

シャーツ星人
第104話に登場。ベジータの回想シーンにおいてフリーザの命令でベジータ、ナッパ、ラディッツの3人により3日で滅ぼされた惑星の住人。惑星の住民は人間で、少年の王がいた。
テレビスペシャル登場キャラクター
孫悟空の父・バーダックやその仲間たちが登場。バーダックは後に原作のフリーザの回想にも登場する。

### 魔凶星編
マロン
声 - 小林優子
第108話で初登場。クリリンの恋人として登場。一人称は自分の名前で、「マロン、わかんな〜い」が口癖の可愛い子ぶった性格。クリリンのことを「クリンちゃん」と呼ぶ。亀仙人やカリンまで見とれるほどの美少女だが、あまりに自由奔放な性格からクリリンをはじめ、その周辺の人間をさんざん掻き回す。初めて悟飯の前に現れたときに悟飯とクリリンの頬にキスをし、クリリンは喜ぶ。それを見て悟飯はクリリンに恋人ができたと喜ぶが、マロン当人はガーリックJr.から逃れカリン塔に避難したときにはカリンとヤジロベーと賭けババ抜きをして身ぐるみを剥ぎ、その後もクリリンの不在中にはヤムチャにまで色目を使い、それを咎めたブルマとチチを「おばさん」呼ばわりし2人を激怒させる（後にチチは「つつしみと言うものに欠けている」と苦言を漏らしていた）。また寝相が悪く、うっかり足を噛んでしまったヤジロベーをビンタしている。クリリンと別れた際には結婚を考えていたことを匂わせるが、それを聞いて後を追ったクリリンが追いついた際には、すでに金持ちの別の男に鞍替えしていた。クリリンは「（マロンが）はっきりしない態度だからこっちからふってやった」と皆に説明する。
人造人間編でも登場するが多数のボーイフレンドに囲まれて満悦しており、亀仙人たちを呆れさせる。
魔族四天王
全員、第108話から登場。映画のガーリック三人衆に代わるガーリックJr.配下の新たな4人の部下。
ガッシュ
声 - 緑川光
魔族四天王の中では最強の戦士。髪の毛を自在に操ったり、巨大化することができる。一度は死亡するが、魔凶星の影響で戦闘力が上昇した状態で復活。しかし再び悟飯の怒りの攻撃により敗れる。
ビネガー
声 - 郷里大輔（『Z』）、星野充昭（『ドラゴンボールヒーローズ』）
魔族四天王の中でもっとも巨漢であり、力押しを得意とする。
タード
声 - 佐藤正治
地中を自在に移動し攻撃することができ、ゾルドとの連携攻撃をみせる。スピードが自慢でクリリンを翻弄するものの悟飯の魔閃光により敗北する。
ゾルド
声 - 水鳥鉄夫（『Z』）、高戸靖広（『ドラゴンボールヒーローズ』）
魔族四天王の中では一番の小柄。タードとの連携攻撃を得意とするが、悟飯の魔閃光により倒される。
リット星人
第110話に登場。小柄な体格をしたフリーザの部下。悟空を捜索していたベジータによって倒される。
先代の神
第114話に登場。ピッコロ大魔王と同体だった神の前の、地球の神。すでに死んでおり、マントをはおった影のみの姿をしている。天界の底にある先代の神たちの墓がある神仙界に存在し、訪れた神の魂を抜こうとする。劇場版（映画版）第4作『ドラゴンボールZ』では、神の座を与えなかったためにガーリックの恨みを買っている。

### 人造人間・セル編
周災悪（しゅうさいあく）

第118話に登場。漢字表記は関連書籍より。孫家に悟飯の家庭教師としてやって来た。カーリーヘアで髭を生やし眼鏡を掛けている。極めて陰険で自分勝手な性格で、少しでも気に入らないことがあるとすぐに鞭打ちを行い、悟飯に高校の問題集をさせた挙げ句罵倒し、悟空の悪口を言い、自分の悪行を棚に上げて悟空の悪口ばかり言われて怒る悟飯の反抗を帰ってこない悟空のせいだと決めつけて罵り、授業料5倍を要求した上で悟飯を猿以下と貶して嘲笑うなど悪態をつく。これらが原因となってチチの怒りを買い、窓から屋外へと投げ飛ばされる。その後、負け惜しみを言いつつ彼女に追いまわされた。後に牛魔王は「そんな家庭教師をつけたチチが悪い」と大笑いしている。
ヤードラット星人
第123話に登場。ピンク色の肌をした宇宙人。戦闘力はないが不思議な術を使い、ナメック星の爆発から脱出してやって来た悟空に瞬間移動を教える。原作では名前のみの登場で、ギニュー特戦隊が彼らの星を攻めていた。
『ドラゴンボールオンライン』では鳥山明が新たにキャラクターデザインを描き起こしており、アニメ版とは違った丸みを帯びたデザインになっている。瞬間移動で倉庫の管理人や街と街を繋ぐ転送屋として登場する。
『超』では、宇宙サバイバル編で第2宇宙選抜チームの中にヤードラット星人のジーミズが登場している。
エアカー教習所の指導員
第125話に登場。悟空とピッコロが通うエアカー教習所の指導員たち。
ユズカー
声 - 丸山詠二
教官生活70年。かなりの老体で足元がおぼつかず、話す際に咳き込むことがあり、ドアを開ける力もない。悟空を指導する。
シンシア
声 - 川浪葉子
ピッコロを担当した女性指導員。普段はにこやかでおっとりとしているが、車に乗り運転しだすと性格や目つきが豹変するスピード狂になる。

トラックの2人組
声 - 不明
第135話に登場。道路で走行するトラックの運転手とその相棒。ベジータと18号が彼らが乗るトラックの上に乗って闘い驚かされる。海外版ではクリータスとオーティスという名前が付けられている。
マック、トミー
声 - 両者とも不明
第137話に登場。多数いるマロンのボーイフレンドの中の2人。カメハウスでマロンが亀仙人とテレビを見ているときにボートでマロンを迎えにくる。
暴走族

第138話に登場。バイクで暴走しながら、人造人間17号たちが乗る車に近づき人造人間18号を狙って襲う暴走族たち。カーチェイスを繰り広げ、最後は17号と18号の力に驚いて逃げる。海外版では暴走族のチーム名に「ロード・ウォリアーズ」という名が付けられている。
姉弟
声 - 不明（『Z』）、高橋みなみ（当時AKB48）（姉）（『改』）
第146話（『改』第71話）に登場。セルが人間の生体エネルギーを吸収するために襲ったバジルタウンの生き残りの姉弟。空港でセルに襲われ逃げていたところクリリンに助けられ、プロペラ機に乗りこんで町から脱出する。海外版では弟はトミーの名が付けられている。
バーボン
声 - 掛川裕彦
第170話に登場。チャズケ村ギャングのボス。「セルは1度襲った場所は2度と襲わない」という噂を知り、村人から金を根こそぎ巻き上げて強制労働をさせ、対セル用シェルター「シェルタードーム」を完成させる。しかし、そのシェルタードームは最初から自分だけ生き延びるつもりで他人を退けようとしていた。セルや刃向かう者を抹殺すべく桃白白を雇うが、式典の際にライムの嘘で村人に陰謀を暴露される。桃白白を使ってラオを暗殺しようとするが、桃白白は乱闘を起こした悟飯が悟空の息子だと聞き、怖気づいて逃亡する。その後は村人に睨まれながらも悟飯を雇おうとするが、悟飯にシェルタードームを破壊され、「自分程度の力でも（シェルタードームを）壊すことができる」と罵倒される。
ライム
声 - 小山裕香
第170話に登場。チャズケ村に住む少女。両親をこの村に来たセルに殺され、祖父のラオとともに生き残る。悟飯と仲良くなり、頻繁にラオの店を荒らし回るバーボンの部下を追い返すために「セルが来た」とオオカミ少年のような嘘をつき、バーボンの陰謀をも暴露する。
ラオ・チュウ
声 - 佐藤正治
第170話に登場。チャズケ村に住むライムの祖父。武術の達人で、天下一武道会に参加したことがあり、バーボンの部下たち（声 - 佐藤浩之、島田敏）を軽くあしらうが桃白白には圧倒され、スーパーどどん波に撃たれそうになったところを悟飯に救われる。悟飯の実力にいち早く気づく。
ウォッカ
声 - 塩屋浩三
第174話に登場。「ギャングの帝王」を自称するギャングのボスで桃白白を雇う。ドラゴンボールを見つけるが悟空と一悶着起こしたすえ悟空にドラゴンボールを手に入れられる。また、桃白白の「鴨が葱を背負って来た」という言葉について、その鴨の意味が理解できないという描写がある。
ピロシキ
声 - 江川央生
第176話で初登場。「剛力のピロシキ」の異名を持つパワータイプで、ミスター・サタンの1番弟子。自称世界一の怪力であり、ピーザの解説によるとその怪力は象20頭にも匹敵し、牛をたった一撃でしとめることができるという。サタンによればピーマンが嫌い。戦う前に自分の着けていた鉄の仮面を潰し飲み込むというパフォーマンスを見せる。必殺技は相手に突っ込んでいくメガトン・ブル・クラッシャー。
セルに挑むもすぐに倒され、実力もサタンに劣るが、師匠であるサタンよりも早くセルとの実力の違いに気付く描写がある。セルに吹き飛ばされた際、その巨体でサタンたちを下敷きにする。
カロニー
声 - 鈴置洋孝（『Z』）、田中一成（『改』）、藤本たかひろ（『超』）
第176話で初登場。「はやてのカロニー」の異名を持つスピードタイプで、サタンの2番弟子。素早い動きを見せており、ピーザの解説によると飛んでいる燕を捕らえることができるほどだという。気取ったナルシストで、自称「世界一の美形」。時折女口調になり、腰をくねらせることもある。戦う前に持っていた薔薇の花束を空中殺法で散り散りにするパフォーマンスを見せる。必殺技は空中に高く飛び上がって攻撃するフライング・アタック。
ピロシキと同様たやすくセルに倒されるが、それがものすごいパワーの波動であることを理解する。
『ドラゴンボール超』ではサタンの記者会見のシーンでもピロシキらとともに登場する。
ピーザ
声 - 青羽美代子（『Z』）、西原久美子（『改』）、森下由樹子（『超』）
第176話で初登場。サタンおよびその弟子たちの美人マネージャー。スタイルのよいレオタード姿で実況なども行う。ピロキシやカロニーは気の存在に気付くが彼女はサタンの言葉を信じ、最後まで悟空たちの力をトリックと思い込む。サタンたちには過剰な期待を抱いており、セルに攻撃されたときにはサタンに抱き付かれて照れる。アニメ版の第25回天下一武道会では上記の2人とともにサタンの祝福者としてワンシーンのみ登場。
『ドラゴンボール超』ではサタンの秘書として登場。ピンク色のスーツ姿で髪の毛をまとめている。第6・第7宇宙破壊神選抜格闘試合終了後の祝勝会ではサタンの命令でモナカの着ぐるみを着て登場する。

### あの世一武道会編
界王、大界王
アニメでは西の界王、東の界王、大界王が登場する。

パイクーハン
声 - 緑川光
第195話で初登場。西の銀河最強の戦士。寡黙でクールな性格だが冷徹な人物ではなく、地獄で暴れていたセルたちを討伐するのに心配でついてきた悟空に「助っ人を頼んだ覚えはない」と言い放つが、騒動が終わった後は微笑を見せる。
緑色の肌と普段は超重量の烏帽子とガウンを着ており、悟空でも持ち上げられないほどの重さ。共通点も多いため「ピッコロみてえなやつ」と言われる。また表情もピッコロを参考に描かれている。
あの世一武道会編では地獄で暴れていたフリーザやコルド大王、セルをたやすく倒すほどの実力者。セルにいたってはわずか2発で倒し悟空を驚愕させる。
その後、あの世一武道会決勝で悟空を強敵と認め、上述のように帽子とガウンを脱ぎ捨て全力で勝負を挑む。超サイヤ人となった悟空と互角以上に渡り合い、あと一歩のところまで追い詰めるが必殺技を三度も見せたことが仇となり、とどめの「サンダーフラッシュ」を放つ寸前の隙を突かれ、瞬間移動からの近距離かめはめ波によって場外に吹き飛ばされ敗北する。その後悟空と友情が芽生える。しかし「天井も床と見なす」というルールにより両者ともに大界王より場外負けを宣言される（これについては審判からも無理やりすぎないかと言われる）。
魔人ブウ編では悟空を追い瞬間移動してきた魔人ブウ（純粋）と大界王星で対峙し、オリブーとともに立ち向かうものの軽く退けられ、星ごと消滅させられそうになるが、悟空とベジータの気の放出による誘導によりブウが界王神星に向かい助かる。
あの世では悟空とよくコンビを組み、劇場版では地獄で暴れるブロリーを退治しにいく。劇場版第15作『復活のフュージョン!!悟空とベジータ』では普段の礼儀正しくクールなキャラクターが崩壊し、閻魔の宮殿の結界を破壊するために悪口を言い続けるシーンがある。本人は強い嫌悪感を示すが、悟空とベジータをフュージョンさせるための時間稼ぎにジャネンバと対峙する。上述のことから弱点を見抜き罵倒することで一瞬怯ませ、エネルギー弾の雨を放つが空間移動でかわされ、背後に回りこまれこめかみを強打されて敗北する。しかし時間稼ぎは成功し、フュージョンによって誕生したゴジータの姿を見て安心して気絶する。
得意技は握った両腕を突き出し閃光とともに爆炎の渦を放つ「サンダーフラッシュ」、超スピードで回転することで強力な竜巻を起こし、体当たりによって内部に閉じ込め切り刻む「ハイパートルネイド」、そのほか「スーパーエネルギー弾」がある。
名前の由来は排骨飯。
ミゴレン
声 - 江川央生
第196話で初登場。北の銀河の戦士。7000年前、極悪エイリアンと闘い命を落とした戦士。あの世一武道会には不参加だが、悟空が大界王に修行をつけてもらえることをいち早く見抜く。
サーテ
声 - なし
第196話にて登場。北の銀河の戦士。3500年前、故郷の星を隕石の衝突から守った戦士。あの世一武道会には不参加。

### 魔人ブウ編
女教師
声 - 遠藤みやこ（『Z』）
第200話に登場。オレンジスターハイスクールの眼鏡をかけた英語の女性教師。授業中にビーデルとイレーザが悟飯の話題で盛り上がって話していたため注意する。原作およびアニメ『ドラゴンボール改』では、注意をするのは英語の担当ではない男性教師だった。
バスジャック犯
声 - 川津泰彦、ほか（『Z』）、高橋剛、荒井聡太、ほか（『改』）
第201話に登場。バスの乗客を人質に取り、逃亡を図る3人のバスジャッカーグループ。人質は全員老人であり、驚かなかったため手を焼かされビーデルとグレートサイヤマンの活躍により拘束される。
エンジェラ
声 - 西原久美子
第202話で登場。オレンジスターハイスクールに通う女子生徒。アニメにおける悟飯の初デートの相手。
異常に惚れやすく、感情の起伏の激しい少女。悟飯に好意を持ち、秘密を知らさされたくなければ自分とデートをするようにと悟飯に迫り、グレートサイヤマンの正体が知られたと思った悟飯は彼女の機嫌を損ねないよう初めてのデートに挑む。しかしそもそもデートなどしたことのない悟飯は彼女に振り回される。
デートの途中で悟飯が抜け出し、火災現場で人命救助していたビーデルを助けに行ったのを見て恋人がいたと勘違いし、怒ってビーデルに悟飯の秘密を明かす。実は彼女はグレートサイヤマンの正体には気づいておらず、秘密とは悟飯が子供っぽい小熊柄のパンツを履いていたことである。そのため悟飯はビーデルに呆れられるだけで済む。
泣いて帰って行った彼女に悟飯は謝ったほうがいいのか悩むが、エンジェラは翌日にはすでに別の男子に鞍替えしてデートを申しこむ。
ヘリコプターの操縦士
声 - 不明
第202話に登場。ビルの火災現場に駆けつけた際、ビーデルを乗せるヘリコプターの操縦士。海外版では管制員からエドという名前で呼ばれる。
ロック
声 - 佐藤正治（『Z』）
第203話に登場。レッドシャーク団のボス。2人の手下（声 - 岸野幸正、江川央生）の知らせによりサタンに決闘を申し込むために市長（声 - 龍田直樹）を人質に取り、サタンを倒し名を上げ「サタンシティ」から「ロックシティ」に改名しようと企む。
トト
声 - 不明（『Z』）、根本幸多（『改』）
第204話に登場。
チビ
声 - 浦和めぐみ（『Z』）、牛田裕子（『改』）
第204話に登場。
ムスカ
声 - 佐藤正治
第204話に登場。サーカス団のプロモーター。金にあくどく、悟飯や悟天の友達だった翼竜のトトとチビ親子をさらって見世物にしようとする。アニメ版では悟飯はこの事件でビーデルにグレートサイヤマンの正体を知られることになる。
撮影スタッフたち
声 - 不明
第205話に登場。撮影中に入り込んできたグレートサイヤマン（悟飯）を撮影にスカウトしようとする。
パポイ
声 - 江川央生（『Z』）、藤本たかひろ（『改』）
第207話に登場。南の銀河最大の英雄。原作では名前のみの登場だったが、アニメでは南の界王とともに悟空の修行風景を見物しにくる。南の界王は「あの世一武道会に出場していたら優勝するほどの実力者」と評する。しきりにボディビルダーのようなポーズをとるため力自慢のように見えるが、40tの重りで修行する悟空を見て愕然とする。
着ぐるみZ戦士、セル、サタン
第210話に登場。天下一武道会本戦前にスペシャルイベントとして上映されるZTV製作の映画版「ミスター・サタン栄光の記録」に登場する悟空たちZ戦士に似せた着ぐるみ（着ぐるみの役者は設定画のみ）。内容はZTVが勝手に脚色したものになっており、着ぐるみZ戦士たちはセルに負けるが、その場にサタンが現れセルの爆薬や床から槍が飛び出すトリックを看破し、着ぐるみの悟空とベジータはサタンに信奉し、サタンがセルに勝利するというストーリー。内容そのものはサタンも恥ずかしがる。
女店員
声 - 中村尚子（『Z』）、藤井ゆきよ、松井桃子（『改』）
第241話に登場。ケーキ屋の女性店員たち。ブウに自動ドアや店内を破壊され、大量のケーキを根こそぎ食べられる。その内の1人はバビディを魔導師とは知らず「おじさん」呼ばわりしてブウが食べたケーキ代や修理費を無理やり請求するが、バビディの魔術で強制的に移動させられビルに吊るされた。もう一人の女性店員は無事だったものの、バビディに「お前もこうなりたいか」と脅された。
溺れている男
声 - 不明
第251話に登場。船の乗客。魔人ブウから逃れるため船に避難していたところをブウに船ごと襲われ、海に落とされる。溺れてかけていたところをブウに助けられたかと思いきや、空中に高く投げ飛ばされ気功波を受けて死亡する。
軍隊隊長
声 - 不明
第251話に登場。国王率いる軍隊の隊長。魔人ブウと苦戦するゴテンクスの応援に駆け付け、戦車隊や航空隊を使ってブウに戦い挑むも彼らの兵器にはまったく通用せず、ブウの大爆発によってゴテンクスともども吹き飛ばされ全滅する。
父回虫、兄回虫、弟回虫
声 - 堀之紀、田中一成、長沢直美
第273話、第274話に登場。魔人ブウの体内に生息している回虫親子で、体はつやのある硬い皮膚で覆われている。父は礼儀正しい性格で、ベジータの連続エネルギー波を飲み込んでみせる。兄は動いている物を見るとすぐ飛びかかる癖がある。悟空とベジータがブウの体内に侵入した際に遭遇し道案内をするが、直後にブウの排便とともに流される。
西の界王神、北の界王神
原作では名前のみ登場する界王神。

ビビディ
声 - 田の中勇（『Z』）、山崎たくみ（『ドラゴンボールヒーローズ』）、龍田直樹（『改』）
第277話に登場。原作では名前のみ登場するバビディの父親。魔人ブウの創造主。緑色のアマガエルのような姿をしている。
ブウの力で宇宙のさまざまな星々を破壊し、界王神たちを次々と殺害させるが自分をも巻き添えにしかねないブウには手を焼いていた。しかしある日大界王神を吸収し食べることが好きな性格（作中において最初に登場するブウ）になってからは、その姿に驚くがブウにケーキのことを聞かれた際に「宇宙一うまい食い物」と教え込み、さらに自分に従えば毎日ケーキを食べさせるという条件で手懐け、恫喝的な手懐けかたをするバビディよりもブウの扱い方が上手である。その後、ブウを封印したところを東の界王神に倒される。
『ドラゴンボールヒーローズ』にてカード化され、六星龍を召喚する技も存在する。
名前の由来は『シンデレラ』の劇中に登場する呪文「ビビディ・バビディ・ブー」。
アルファ星人（『改』ではトカゲ星人）
声 - 森下由樹子（『改』）
第277話に登場。界王神の回想シーンにおいてビビディの命令で魔人ブウが破壊した惑星の住人。ビーム砲でブウを攻撃するが敗れる。『ドラゴンボール改』では名前が「トカゲ星人」になっている。
達人
声 - 堀之紀
第287話に登場。自分に勝利した者に賞金を与えるとストリートファイトを行っていたが、それに挑戦してきたブウにたやすく敗北しすべての賞金を渡す。その後、手下（声 - 田中一成）とともに宝石強盗を行うが、偶然自分に勝利したブウに出くわし即座に降伏する。
ワルガキ
声 - 西川宏美
第289話に登場。天下一武道会の露店でミスター・サタンの腕時計を盗もうとする少年。アイスクリームを食べて歩いていたパンとぶつかり、アイスクリームを落としたパンを泣かせるが、追われていることを忘れていたため店の女性に捕まる。

## 『ドラゴンボールDAIMA』の登場キャラクター
ドラゴンボールDAIMAを参照

## 『ドラゴンボール超』の登場キャラクター
ドラゴンボール超の登場人物を参照

## 『ドラゴンボールGT』の登場キャラクター

### 究極のドラゴンボール編
ギル
声 - 里内信夫
悟空たちが惑星イメッガで出会うマシンミュータント。製造番号DB4649T2006RS。悟空たちのドラゴンレーダーを飲み込むが、背中にドラゴンレーダーが表示されることがわかり、以後は悟空たちと供に旅をすることになる。「ギルギル」と言うため悟空から「ギル」と名付けられる。手足を収納した球体状に変形して飛行可能で、体内に生体反応を感知できるレーダーを持つ。エネルギー源は金属ならなんでもよく、機械やフライパンなどを食べている。パンによくいじめられるが彼女が大好きである。危険察知能力を持っており、その際「キケンキケン」と叫ぶ。外見は弱そうだが、第15話では惑星ルデーゼにてアリジゴクモドキ（声 - 稲田徹）に襲われたパンを助ける。また、胸部に小型ミサイルを装備しており、金属溶解能力も有している。その正体はスパイであり、ドクター・ミューが製造したドラゴンレーダー型マシンミュータント。惑星M2では悟空たちを一度裏切り、ギルともっとも親しかったトランクスですら怒る描写を見せるが、実は全てベビーを破壊するためにトランクスと行った芝居であり、悟空はそのことについて戦いの最中に気づく。その後、パンやトランクスたちを守るため、ともに戦うもベビー、超17号、三星龍など強敵たちにより合計3回破壊される。2回目まではトランクスに修理され、最後は神龍によって復活する。『ドラゴンボールヒーローズ』ではヒーローロボという設定で、『GT』の時代におけるトランクスからプレゼントとされ、ロボパーツによって3つのフォームにチェンジし、プレイヤーのサポートをする。その際の一人称は「ギル」ではなく「オイラ」になっている。
作者の鳥山によるデザイン当初は「オジャマロボ」と名付けられており、手足の収納方法や武器を発射する変形の形状など、細かな設定の指示も書き添えられていた。
ポペル
声 - 神谷浩史
第1話に登場するパンのボーイフレンド。パンと仲良くデートをし、パンを「可愛いし、優しいし、お淑やかだし」と評するが、常人離れした力で銀行強盗を退治するパンを見て逃げ出す。
誘拐犯兄貴、弟分
声 - 龍田直樹、平野正人
第2話に登場する身代金目当ての誘拐犯。カプセルコーポレーションの資産を狙い、その会長であるブルマの娘ブラを誘拐するつもりで間違えてパンを誘拐しようとするが、いずれも間違えて子供になった悟空を取り押さえる。悟空を見てトランクスの隠し子（ブルマの隠し孫）だと誤解し、ブルマやベジータに身代金50億ゼニーを要求するが、相手にされない。また、遊園地に付き合わされたり軽食のつもりで悟空に食わせた金額が70万ゼニーとなり、クレジットカードで72回分支払うはめになる。もう一度カプセルコーポレーションに電話しようと車で公衆電話を探しているとき、悟空が飛んで電話ボックスを運んでくるのを見て逃げ出す。
巨人
声 - 大友龍三郎
惑星モンマースに住んでいる巨人。虫歯にドラゴンボールが挟まって苦しんでいたが、悟空が虫歯をかめはめ波で吹き飛ばして助かる。

#### 惑星イメッガの住人
フトバ
声 - 岸野幸正
惑星イメッガの住人。
フトバの妻
声 - 松井摩味
惑星イメッガの住人で、フトバの妻。
リルカ
声 - 羽鳥靖子
惑星イメッガに住む老婆。
エスカ
声 - 北村弘一
惑星イメッガに住む老人で、リルカの夫。

##### ドン・キアーの関係者
ドン・キアー
声 - 戸谷公次
惑星イメッガの王。金に目がなく、非常にけちな性格で女口調。悪政で人々を苦しめていたが、用心棒のレジックが悟空に負けたあとも彼にパンとトランクスを倒すよう懇願するが、その他力本願な性格から受け入れてもらえずに蔑まれる。その後悟空たちに許しを乞い、契約書を返す。元気玉のシーンでは牢屋の中でうなだれながらも、部下とともに悟空に元気玉の力を与えた。
名前の由来は商人（あきんど）から。
レジック
声 - 曽我部和恭
ドン・キアーの用心棒。かなりの実力と、戦士としての高いプライドを持つ。攻撃してきたトランクスを一撃で吹き飛ばし、通常時の悟空と互角以上に戦うが超サイヤ人化した悟空に負け、自身に頼ろうとするドン・キアーを見限り修行し直すことを決意し去っていく。肩の突起物は引き抜いて剣や槍に変わる。悟空がサイヤ人であることを見抜く。
名前の由来は現金を意味するクレジットから。
シーラ
声 - 浦和めぐみ
ドン・キアー配下の女性。ゲールとコンビを組み、ドン・キアーの命令で悟空たちを捕らえようとする。
ゲール
声 - 川津泰彦
ドン・キアーの配下。髭面で体格は小さく筋骨隆々。

#### 惑星ケルボの関係者
ズーナマー
声 - 茶風林
惑星ケルボで村人たちを苦しめていた巨大ナマズ。語尾に「 - （ナ）マズ」をつける。ひげで地震を起こし村人たちを脅していたが、実際は地震を予知して、そのタイミングでひげを震わせて、いかにも自分が地震を起こしているように見せかけているだけだった。悟空たちによって懲らしめられたあとは、地震を予知したら村人に知らせることを条件に一緒に住ませてもらえることになる。元気玉のシーンではケルボの人々と共に、悟空に元気玉の力を与えた。
名前の由来は地震を予知ということでナマズから。
レーヌ
声 - 伊藤美紀
ズーナマーの花嫁にされそうになっていた女性。
ドマ
声 - 風間信彦
レーヌの恋人。
村長
声 - 丸山詠二

#### マシンミュータント
ギル / マシンミュータント製造番号DB4649T2006RS
#ギルを参照。
ドクター・ミュー
声 - 曽我部和恭（『GT』）、増谷康紀（『ドラゴンボールヒーローズ』）
マシンミュータントの生みの親。宇宙の天才科学者であり、最強のマシンミュータント・ベビーを完成させるために宇宙の各地にマシンミュータントを放ちエネルギーを集める。目元にあるサングラス状のものが割れた際には目が露出する。実は幼生体のベビーが自らを成長させるためのエネルギーを集めさせるために造ったマシンミュータントである。誕生はエイジ740。悟空に倒され宇宙船で逃亡するがベビーに寄生され、体内から破壊されて死亡する。最後は罵倒とともに首を切り落とされ、用済みとして処分される。
しかしツフル人の思考と復讐心は受け継いでおり、地獄に行ってからはドクター・ゲロから「孫悟空への復讐」を誘われ手を組むことになる。ともに新17号を作り上げ、全ギャラクシー征服の野望達成をもくろむ。しかし、新17号はミューの野望達成のための究極のマシンミュータントで、作っている途中にプログラムを自分だけの命令を聞くように書き換える。最初からドクター・ゲロを裏切るつもりで利用していたにすぎず、ドクター・ゲロが世界征服の野望を目的にしていたことを馬鹿にする場面もある。悟空と超17号の戦いの最中に現れた18号が超17号に駆引きを持ち込んだ際、超17号に攻撃を命令するが、姉の18号に攻撃することをためらう超17号に対して言うことを聞かず侮辱したため、超17号の逆鱗に触れ、電撃地獄玉によって消滅させられる。
名前の由来はマシンミュータントを作った科学者であることから。
ルード
声 - 稲田徹
ルード教の守護神として崇められていた、頭部は2本の角、腕は4本、背中には蝙蝠のような羽のある姿をした巨大な像。あぐらをかいている足下には、人形にされた人間を吸い込んでしまう大きな壺が据え付けられており、赤く光った目からの光線で人間を人形に変え、吸収した人形から魂を体内に取り込んでいた。人形になった者も意識はあり、ギルは人形に変えられたパンの生命反応も感知している。体内に取り込まれた魂は元の姿に実体化する。意思はほとんど持たず、ドルタッキーがリモコンで操作する。像の内部に隠されていた正体は、実はベビーのエネルギーを集めるためドクター・ミューが赤い細胞を変化させて製造した、赤ん坊の人形のような姿をしている巨大なマシンミュータント。あらゆる人間のエネルギーが動力源で、人形になったルード教信者を吸収し起動。パンも吸収された。あらゆる物のパワーを吸収し成長するため、最強クラスのパワーを持つが、フルパワー前に動いたため悟空たちに敗れた。倒すためには肉体と精神を同時に破壊する必要があり、左胸の中にある弱点の赤い細胞を、体内と外から同時に破壊することで全細胞が崩壊するため、「カツ丼、天丼、親子、丼！」という合図で悟空とパンから同じタイミングで弱点に気功破を撃ち込まれ破壊された。ルードが破壊され脱出できた魂は元の人形に入り、元通りの肉体に戻った。
名前の由来はドール（人形）から。
リルド将軍
声 - 梁田清之
エイジ760 - 770ごろに、宇宙人リルドがドクター・ミューによって肉体を改造を加えられ誕生した最強のマシンミュータントで、その肉体は同じ時期に造られた超巨大な惑星型マシンミュータント（惑星M2）とリンクしている。惑星M2の総司令で、ミューの信頼も厚い。超サイヤ人3の悟空を追い詰め、悟空はその戦闘力を「魔人ブウ以上」と評価する。口から相手を金属板にする光線を発射できる。なお、金属板はビームで溶かすことにより戻る。惑星M2では一度は悟空を窮地に追い込み、パンともども金属板にするが、ギルによって元に戻った悟空たちの一斉攻撃で倒される。このときはすでにベビーに寄生されていた。その後は地獄から復活し悟飯を苦しめるが、駆けつけたウーブの一撃で倒される。
部下のスーパーメガキャノンΣを吸収して、右手のドリルが特徴のハイパーメガリルドに変身でき、バリアも使えるようになり、さらにメタルリルドになると、液体金属に変化する能力、全身武器のハイパーメガといった能力のほか、金属津波を発生させるなど惑星M2の金属を自由に使いこなせるようになり、マシンミュータントを自由に作り出す能力でメガキャノン部隊を復活させた。
名前の由来はハイパーメガリルドのとき武器として使うドリルから。
メガキャノン部隊
リルドの部下の部隊で「メガキャノンΣ（シグマ）」と呼ばれる。四方からの同時攻撃を得意としており、4体とも、飛行能力と周囲の金属と同化して壁や地面の中を自由に動き回ることができる能力を持つ。4体揃って体内エネルギーを開放すると、ビームが放射され衝撃波で周囲が吹き飛ぶ。
ネージ
声 - 佐藤浩之
メガキャノン部隊のリーダー格。赤色のボディが特徴の長身で、部隊のリーダー格。機動力に長ける。肉弾戦で戦った。
ビース
声 - 稲田徹
メガキャノン部隊の一員。紫色のパーツが特徴で、横幅が広い大柄な身体。全身を無数の球体に分離する能力で、悟空とトランクスを包み込み、そのまま元に戻り自分の体に埋め込んで捕らえ、催眠ガスで眠らせた。腕は伸ばすことができ、両手首付近には銃火器が内蔵されておりマシンガンや火炎放射器を使用した。
リベト
声 - 永田一朗
メガキャノン部隊の一員。青色のボディが特徴で、部隊の中では小柄。胸が左右に開き、頭部からミサイルを発射する。腕は伸ばせる。
ナット
声 - 山田真一
メガキャノン部隊の一員。緑色のパーツが特徴で、部隊の中では一番小柄。腕はワイヤーで伸ばして遠隔操作することが可能で、掌からミサイルを発射する。開いた胸の内部からはビーム砲のような砲身も出現した。惑星M2指令本部でパンに単独で挑むが、怒りのエネルギー波で破壊される。

スーパーメガキャノンΣ（シグマ）
声 - 佐藤浩之
ネージ、ビース、リベトが合体してパワーアップした姿。合体前に3体で決めポーズをとる。戦況に応じて、腕を伸ばした攻撃や、頭を変形した装甲で守る仕掛けを備えている陸戦タイプのスーパーΣI、「フライングフォーメーション」の掛け声で、背中から翼を出し体型がよりスマートになって機動性が増し、目から赤い光線を発射する飛行タイプのスーパーΣII、頭部がドリルに変形して地中に潜り、不意打ちなどで奇襲攻撃を行うドリルタイプのスーパーΣIIIの3形態に変形する。悟空のかめはめ波で倒された。
学者ロボ
声 - 田中和実
不良品扱いされ、惑星M2でスクラップされそうになっていたマシンミュータント。パンに惑星M2の歴史とドクター・ミューの危険性を知らせ、豊富な知識でパンを逃がす。

##### マシンミュータントの部下・関係者
ムッチー・モッチー
声 - 渡部猛、星野充昭（『ドラゴンボールヒーローズ』）
惑星ルードのルード教神官。鞭を武器にする人間に見えるが、実際は鞭（ムッチー）が人間（モッチー）を従えている。ムッチーは鞭形態から戦闘形態に変化し、両腕の鞭で無生物を操ることができるマシンミュータントで、両腕によるエネルギー吸収能力を持つ。双方ともに勝つためには手段を選ばない卑劣な性格で、ムッチーは相手を動けなくして痛めつけ、モッチーは単純な騙し討ちと光線銃を使った不意打ちを得意とする（モッチーは「手段を選ばないことはルード様の教え」だという）。モッチーはレーオンの爆発に巻き込まれ、ムッチーはトランクスに敗れる。
名前は鞭を持っていることから「鞭持ち」をもじったものである。
レーオン
巨大肉食獣型マシンミュータント。モッチーのペットで、悟空たちを襲う前に悟空が気功波で落とした岩の下敷きになり、モッチーを巻き込んで爆発する。
パラパラブラザーズ
ムッチー・モッチーの部下の部隊。3人でダンスし、相手を強制的に躍らせ、疲れさせてダメージを与える戦法を得意とする。ルードに人形にされて取り込まれるも、パンが人形にされてルードの中に入ってきたときは、悟空とパンに協力して、一緒にルードを倒す。超一星龍を倒すときの元気玉にも協力をする。3人共通の口癖は「 - パラ」。
ボンパラ
声 - 堀之紀
パラパラブラザーズのリーダー。マイクを使ってのテレパシーを使える。
ソンパラ
声 - 島田敏
パラパラブラザーズの一員。小柄。
ダンパラ
声 - 田中一成
パラパラブラザーズの一員。細身。

ドルタッキー
声 - 鈴置洋孝
元詐欺師で、ドクター・ミューに拾われてからルード教の教祖に抜擢される。詐欺師としての才能を活かして人々を騙し、銀河中からルードのパワー源となるエネルギーを集めていた。普段は知的で尊大な口調であるが、人形を偏愛する本性を持ち、パンを気に入る。人形にしたパンをルードのエネルギーにするようにとのミューの命令に逆らったため、自らも人形に変えられルードの体内に送り込まれる。そこで先に吸収されていた信者たちに詰め寄られた挙句、パラパラブラザーズに乗せられてルードの弱点を白状。ルードが倒れたのち逃亡するが、Dr.ミューの命令を受けたリルド将軍によって処刑される。
名前の由来は人形マニアであるため、「ドール」と「おたく」を意味するオタッキーから名付けられた。
演じた鈴置洋孝は周りの出演者に「変態の役も上手いね」と評されたという。

### 復讐鬼ベビー編
ベビー
声 - 沼田祐介
ドクター・ミューが製造したとされる、ネオ・マシンミュータントと呼ばれる機械生命体。惑星M2に接近した際に過去の記憶を取り戻したギルと、ギルから事情を伝えられて秘密裏に行動していたトランクスにより、その存在が明らかとなった。
その正体は、かつてサイヤ人に滅ぼされたツフル人が残された科学力を結集させて開発し、ツフル王の細胞（遺伝子）を組み込み誕生させた寄生型生命体である。エイジ730頃、ツフル人は滅亡直前にベビーの雛型を完成させ、それをカプセルに乗せて宇宙へと射出した。宇宙を漂流しながら徐々に成長を遂げたベビーは、エイジ735にサイヤ人への復讐を決意するのと同時に、全宇宙の生物に卵を産みつけ洗脳して部下とする「全宇宙ツフル人化計画」を発案する。そして、これらの計画実行と自身が成長するためのエネルギーを集めるべく、エイジ740にツフルの科学技術・データをプログラムしたマシンミュータントとしてドクター・ミューを製造した。
一人称は「オレ」もしくは「オレさま」。ツフル人由来の高度な知能の持ち主だが、非常に利己的かつ卑劣な性格で、目的のためなら他者を散々利用し平然と切り捨てるなど、部下に対する思いやりなどはない。あまりにも他者を省みないために、パンから「あんたみたいな最低な奴、見たことない」と言われている。自分を成長させるために尽力したドクター・ミューについても、「誰が主人かもわからなくなった愚か者」呼ばわりし、あっさりと切り捨てている。
身体をゲル状に変化させることで、相手の攻撃を回避したり体勢を瞬時に変えたりできるほか、肉体を破壊されても細胞が一片でも残っていれば再生できる。また、この状態で生物の外耳道・鼻腔・口腔、あるいは傷口から体内へ侵入することで寄生し、その生物の意識を乗っ取り肉体を支配する能力を持つ。特に外傷を負っていて気を最大限に解放している状態は寄生されやすい。たとえ宿主が支配を跳ね除けたとしても、寄生した宿主にはほぼ確実に卵を産み付けており、これが孵化すると宿主は洗脳されてツフル人として親であるベビーに服従し、実力以上の力を発揮するようになる。一度卵を産み付けられて孵化した場合、元に戻すには「超神水」によって浄化するしかない。
洗脳した人間からエネルギーを集めて放つ「リベンジデスボール」に加え、大猿状態では炎をまとった「ファイヤーデスボール」を使う。寄生した人物の持っている技を使うこともでき、悟飯に寄生したときは「かめはめ波」、ベジータに寄生したときは「ビッグバンアタック」を使用。大猿状態では「超（スーパー）ギャリック砲」、「連続超（れんぞくスーパー）ギャリック砲」、「リベンジデスボールファイナル」を使用。
悟空があまりに強くなりすぎたため、宇宙へ出て闘うというコンセプトが考え出された際に注目されたのがサイヤ人との確執もあるツフル人の存在であり、新たな敵を作るより説得力もあることからベビーが考え出された。
名前の由来はベビーからで、最初、赤ん坊に似た姿で登場するため。ゲームでの初登場は『ドラゴンボール FINAL BOUT』より。それ以降様々な作品に登場している。
胎児形態
作中で最初に登場したときの形態。惑星M2から離れた星にあるドクター・ミューの研究所で、培養装置の中で育成されていた状態で、右腕部分をはじめとした肉体の一部が未完成となっている。トランクスによって培養装置のコンピューターのプログラムを書き換えられ生命活動を停止させられたかに見えたが、悟空が装置に触れた際にドクター・ミューが発した「サイヤ人」の言葉に反応して覚醒。膨大なパワーの増幅に伴い幼年体へと急成長、直後に培養装置を破壊し抜け出した。
幼年体
培養装置から抜け出した直後の形態。薄紫色の皮膚を持ち、眼部は赤黒い。胎児形態で未完成だった右腕はほぼ完成しているが、この時点では耳や後頭部、各関節部分はほぼ機械で構成されており、その一部から切れたコードが伸びている。この形態では二足歩行がままならないが、それでもかなりの気を持っている。相手の気を探ったり、自身の気を消して相手からの感知を免れることもできるが、攻撃時の殺気までは消せないうえ、膨大な気を放出して周囲を吹き飛ばすといった使い方しかできない。また、前述通り寄生した生物の意識を奪ってその肉体と技を使えるが、まだサイヤパワーを制御しきれず、トランクスへの寄生にも失敗している。なお、体躯は子供の姿の悟空とほぼ同じで、これは元々地球の10倍の重力のせいでツフル人の平均身長が地球人の約半分程度であったことに由来している。
培養装置から抜け出して間もなく、悟空たちに襲い掛かるが敵わず、三人の攻撃を受けて身体をバラバラに破壊される。だが、飛散した組織片の一部が逃亡を試みるドクター・ミューの肉体に寄生して生き延びており、後に肉体を再構築してミューを体内から破壊し殺害。その後は様々な人間たちへ寄生しながら成長し、医療惑星ピタルにてトランクスに寄生しようとするが、超サイヤ人になった彼に自力で体外へ追い出される。その後は一時的に悟空たちの前から姿を消し、さらに多くの生物から生命エネルギーを吸収して少年体へと成長しながら、サイヤ人の気を嗅ぎ付け地球へと襲来する。
少年体
惑星ピタルを脱出後、さまざまな生物の生命エネルギーを吸収してさらに成長し、地球に降り立った時の形態。体色が薄紫から水色に変化したほか、幼年体と比較して身長が高くなり、体型もより実戦向きなものに変化、さらに赤いラインが入った黄色のジャケットや青のボディスーツといった衣服のような器官も形成されている。眼部は青色に変わり、左側の額にはジャケットと同じラインが浮かんでいる。露出していた機械部分が皮膚や服で覆われ、全体的に生物としての側面が強くなっている。気の扱いが幼年体より上達し、サイヤパワーを完全に制御することが可能になった。さらに体を透明にして姿を消す能力も使う。
西の都で孫悟天に接触した際に彼の肉体へ寄生すると、さらに孫悟飯に乗り移り、異変に気付き現れたピッコロをかめはめ波で一蹴した。寄生時に産み付けた卵で悟天を洗脳した後は、純血サイヤ人であるベジータの肉体を手に入れるべく彼を襲撃。一瞬の隙を突いてベジータに寄生し肉体を完全に支配した。その後は悟空たちが地球に戻るまでの間に、洗脳が通じなかった魔人ブウと彼の体内に避難していたミスター・サタン、洗脳を免れたピッコロ、ウーブ以外の地球人全てに卵を産み付け、新生ツフル人として洗脳・配下にした。
ベジータベビー
少年体がベジータに寄生して肉体を乗っ取った姿。外見はベジータとほぼ同じだが、髪の色が銀髪に変化し、額と顎、眼球に胎児形態の時に似たラインが入っているのが特徴。カモフラージュのために元のベジータと同じく黒髪にしてラインを隠すことも可能。戦闘に秀でたサイヤ人と高度な知能を持つツフル人の両種族の王が融合した存在で、超サイヤ人3の悟空を軽く上回る戦闘力を持っている。地球で悟空と対峙した際には、子供の身体になったことで悟空の超サイヤ人3が長続きしないこともあり、圧倒した。
スーパーベビー1
ベジータベビーが洗脳したトランクス、悟飯、悟天、ブラのサイヤパワーを吸収して変化した姿。髪が大きく伸び、上半身の筋肉が発達したほか、顔のラインがより強調され、両肩部分にジャケットのような器官が翼のように迫り出し、さらに眼部が青くなるなど、よりベビーの風貌が色濃く出ている。
この姿を披露していた時間は全形態中でもっとも短く、具体的な戦闘力は不明だが、悟空に対して一撃で身体の自由が利かなくなるほどのダメージを与えている。
スーパーベビー2
「リベンジデスボール」を生成する際、新生ツフル人として配下にした地球人たちのサイヤ人への恨みの気を吸収することで進化した形態。体格はより大柄になり、肌は浅黒くなったほか、髪型が変化した。さらに目元は眉毛を失い眼窩上隆起（がんかじょうりゅうき）している。服装も独自の手袋とブーツが追加され、ボディスーツも黒に変色した少年体に酷似したものになり、ベジータの面影はほとんど失われている。これまでの形態以上にパワーアップを遂げており、悟空だけでなくブウと融合したウーブをも圧倒する実力を持つ。
「リベンジデスボール」で悟空を倒したあと、究極のドラゴンボールで地球の近くに惑星プラントをツフル星として復活させる。その後はブルマを重鎮に置き、地球人のツフル星への移住を着々と進めていた。その中で、パンのピンチに駆け付けてきたウーブと戦い、「リベンジデスボール」でブウもろとも吹き飛ばす。その後、ブウと合体したウーブと再戦し、ウーブを逆にチョコレートにして食べる。生きていた悟空との再戦でも再度窮地に追い詰めるが、黄金の大猿を経て、超サイヤ人4に覚醒した悟空に圧倒される。窮地に立たされたベビーだったが、ブルマが用意した「ブルーツ波増幅装置」によって大猿ベビーに変身する。
大猿ベビー
超サイヤ人4の悟空に追い詰められたスーパーベビー2が、洗脳したブルマの開発した「ブルーツ波増幅装置」によって大量のブルーツ波を照射され、黄金の大猿へと変身した姿。頭髪や服装などにベビーの面影を色濃く残しており、眼部が赤くなっている。当初は強引な大猿化によって理性を失ったかに見えたが、実際に大猿化したのは宿主であるベジータの肉体であり、寄生しているベビー自身の理性は健在であった。しばらくは凶暴化したフリをして悟空に不意打ちを仕掛けている。本来であれば超サイヤ人4に変身する条件を満たしているが、後のブルマの見解によると、寄生しているベビー自身の細胞が変身の阻害を引き起こしていたようで、この時点でベジータ（の肉体）が超サイヤ人4に覚醒することはなかった。これはベビー自身も想定外だったことだが、大猿化したことでベビー自身の身体も巨大化しており、後に悟空によって尻尾を切断されて大猿化が解けた際には、縮小するベジータの肉体にベビーの肉体が押し潰されそうになり、寄生が不可能になった。
パワーが減少した状態とはいえ、超サイヤ人4の悟空を苦戦させるほどに善戦するが、この間にキビト界王神が持ってきた超神水によって悟飯、悟天、トランクスが正気に戻る。さらにベビーの体内で元の姿に戻ったウーブの攻撃で妨害されている間に、悟飯、悟天、トランクス、パンのサイヤパワーで悟空の回復を許す。追い詰められたベビーは「リベンジデスボールファイナル」で今度こそ悟空を倒そうとするが、逆に悟空によって「リベンジデスボールファイナル」のパワーを吸収され、直後の反撃で倒される。そして、悟空のかめはめ波で尻尾を切られたことで大猿化が解け、前述の理由でベジータの肉体からの分離を余儀なくされる。
前述の『FINAL BOUT』ではこの形態で登場しており、以降のゲーム作品でもこの形態が登場することが多い。
青年体
大猿化が解けてベジータの肉体に寄生していられなくなり、分離した姿。外見的な特徴はほぼスーパーベビー2を踏襲したもので、身長や体格も少年体に比べて大きくなっている。
すでに勝ち目がないことを悟り、ブルマをはじめとする部下たちを見捨てて宇宙船で逃亡を図るが、宇宙空間に出た直後に悟空のかめはめ波で宇宙船ごと太陽に押し込まれ、細胞の欠片も残さず消滅した。

スー五郎
声 - 島田敏
第29話 - 第39話登場。スゴロク空間に理不尽な条件を強いられ閉じ込められていた宇宙タヌキ。姿を変え悟空に勝負を挑むものの不正を見破られ、崩壊した空間に飲み込まれそうになったところを悟空に助けられる。その後、界王神界で悟空の尻尾を生やす手助けをする。『GT』中盤以降は息子と共々界王神界の住人となる。
スー小五郎
声 - 田中真弓
第30話 - 第39話登場。スー五郎の息子。変身能力を持っており、サイコロに化けて悟空を騙すが、喋ったことが原因で見破られる。崩壊した空間に飲み込まれそうになったところを父共々悟空に助けられる。その後、界王神界で変身能力でやっとこに変身し悟空の尻尾を生やす手助けをする。
名前の由来は、すごろく。
パレス
声 - 柳瀬なつみ
第25話、第26話登場。悟天のガールフレンド。裕福な家庭で育ったため世間知らずで、アイスクリームやハンバーガーすら知らない。悟天は「純粋で可愛い」と評する。悟天の実力を目の当たりにしてからは「悟天様」と呼ぶようになる。2代目エンディングにも登場。
謎の少年
声 - 沼田祐介
第23話、第24話登場。宇宙を漂流している難波宇宙船で発見される少年。悟空たちに医療惑星ピタルに運ばれ治療を受けるが、その体はベビーに寄生されていた。
ハンマー
声 - 稲田徹
第25話登場。西の都に住んでいる男。ベビーに寄生され悟天とパレスに襲い掛かる。
ロンゲ
声 - 神谷浩史
第25話登場。西の都に住んでいる青年。名前の通り長髪でサングラスをかけている。サタンのパフォーマンスを見に来ていたが、ベビーに寄生され悟天に襲い掛かる。
アクス
声 - 私市淳
第25話登場。西の都に住んでいる青年。ピアスをしている。ベビーに寄生され悟天に襲い掛かる。
ニドル
第25話登場。名前はカードダスより。西の都に住んでいるサラリーマン風の男性。眼鏡をかけている。ベビーに寄生され悟天に襲い掛かる。
ドラゴン
名称は食玩『ドラゴンボールGTキャラプッチ〜超サイヤ人4編〜』より。『GT』の後期アイキャッチにのみ登場。トランクスたちが車で出かける前に悟空が乗せて現れ車を潰すが、CM開けのアイキャッチでは車で出かける悟空たちを尻目に置いてけぼりにされて涙目になって手をふっていた。
天下一武道会出場選手

### 究極の人造人間編
新17号（ヘルファイター17号）、超（スーパー）17号
声 - 中原茂
新17号はあの世でドクター・ゲロとドクター・ミューにより、この世にいる17号の潜在能力を引き出す存在としてつくられた人造人間。この世にいる17号と姿形はまったく同じだが、機械ベースなので人間の心はない。陰で17号を洗脳し破壊活動を始める。
超17号はこの世に現存する17号と、あの世で作られた新17号が合体した姿。フラッシュボンバーや、電撃地獄玉などの気功系の技をもつ。ドクター・ミューは「究極のマシンミュータント」と呼ぶ。

地獄の老婆
声 - 松井摩味
地獄の底で拷問を担当している老婆。派手な服装を着ており、地獄巡りと称して釜茹でにしたり特殊装置で凍らせるといった拷問を与える。

### 7匹の邪悪龍編
神龍、邪悪龍
『ドラゴンボールGT』では、神様がピッコロ大魔王と分離する前に作った究極のドラゴンボールから出現する赤い神龍、ドラゴンボールの多用で生じたマイナスエネルギーの集合体である黒煙の龍に加え、それぞれのドラゴンボールに邪悪な生命体が宿ったことにより生じた7匹の邪悪龍が出現する。
ビッシュ
声 - 山崎和佳奈
六星龍が騙していた漁村の少年。竜巻の弊害で魚が降ってくるために村人が働かず堕落し、取り切れない魚が無駄に腐っていくこと、海鳥たちが傷付き怯えていることを危惧する。六星龍が倒されたあと、パンに舞空術を教えてもらう約束をする。
ガル
ビッシュが手当てしていた海鳥の一羽。悟空が六星龍に苦戦している際に立ち向かい、回転技を破るヒントを提供する。

### GTスペシャル版
孫悟空Jr.
声 - 野沢雅子
テレビスペシャル『悟空外伝!勇気の証しは四星球』と本編最終話に登場するパンの玄孫（孫の孫、四代後）で、悟空の昆孫（孫の孫の孫、六代後）にあたる。瞳は青。皆からは「悟空」と呼ばれるが、エンディングなどでは上記のように「孫悟空Jr.」と表記。子供のころの悟空と酷似した容姿をしており、優しい目をしている。産まれたとき、何もかも悟空に似ていると感じたパンから孫悟空という名前を授かる。パンの作るハンバーグが好物。腕は立つが性格は悟空とは正反対で弱虫だったため、学校では同級生のパックらにいじめられても笑って抵抗しない。また、パンから修行をつけられるときにも上手くいかず、キャッチボールもまともにできない。しかし病気で倒れたパンを治すため、かつてパンから教えられた、パオズ山の悟空が住んでいた家にあるドラゴンボールを探す決意をする。化け物が住んでいるというパオズ山へ行く決意を見たパックもともに旅立つが、冒険の中パックは行方不明になる。旅の途中で友達になったクマが妖魔王から自分と子熊を守り、殺されそうになったときの怒りで超サイヤ人に覚醒し、妖魔王を倒す。なお、本人はそのことに気づかず、クマの親子が倒したと思い込む。日没間近に、ようやく悟空の家に到着して四星球を見つけ、1個だけで神龍が現れ願いを叶えると思い込んでいた悟空Jr.は「パンの病気の回復」と「パックの復活」を四星球に願うが何も起きず、四星球の先に現れた孫悟空に自分が悟空Jr.の先祖であることと、ドラゴンボールは7つ集めなければならないことを告げられる。その直後、救助ヘリに乗ってパックと元気になったパンが現れ、これらの経験を通して勇気の大切さを知る。
最終話では超サイヤ人化を自在に行えるまでに成長し、ベジータの子孫と天下一武道会少年の部決勝戦で激戦を繰り広げる。勝敗は不明。試合ではパンが大切に取っておいた悟空の道着を着て戦う。
ベジータJr.
声 - 堀川亮
名前はDVD-BOX特製ブックレット「Dragonbook」より。ベジータの子孫。本編最終話のみ登場する。容姿や不遜な性格にベジータの面影が見受けられ、初対面の悟空Jr.を最初は侮るも、その実力を認める。超サイヤ人になることができるが、その意味は分からず「金髪」と呼ぶ。悟空の子孫である悟空Jr.と天下一武道会少年の部決勝戦で激戦を繰り広げる。劇中、勝負が決まるが勝者は不明。本名は明かされていないが、前述のDVD-BOX特製ブックレットやカードなどの媒体などにはベジータJr.と記載されている。
ベジータJr.の母
声 - 鶴ひろみ
ベジータJr.の母親。上記同様、こちらも本編最終話のみ登場。ブルマの子孫で容姿はブルマに酷似している。カプセルコーポレーションの社長でもあり、カプセルコーポレーションのマークが入ったイヤリングをしている。天下一武道会少年の部決勝戦に進出したベジータJr.を応援すべく、会議もそっちのけで会場に足を運び、パンの隣に座る。その際、パンを悟空Jr.の母親と勘違いする発言をして、パンを不機嫌にさせる。
パック
声 - 古谷徹
悟空Jr.と同じ学校に通う少年。パンとも面識がある。子分を連れ悟空Jr.をいじめていたが、パンの病気を治すためパオズ山に行く決意をする悟空Jr.とともに自ら申し出て冒険をする。持っていた食料を全て奪われた悟空Jr.に「親切にする人がみんないい人ではない」と諭したり、そんな彼のために店から食料や飲料を大量に盗み共に逃走する。途中、マンバに食われそうになるも悟空Jr.と助け合い逃げ延びる。吊り橋が切れて転落しそうになった悟空Jr.を助けるため、手を伸ばして吊り橋から谷底へ転落するが、その後、救助ヘリでパンと共に悟空Jr.の前へ現れる。その後は子分たちと共に悟空Jr.と良き友人となったようで、最終話では天下一武道会の決勝戦を観戦する。
トラックの運転手
声 - 川津泰彦
パオズ山に向かう道中で、ルート59で行き倒れそうになっていた悟空Jr.に会い、彼に頼まれて乗せた大型トラックの運転手。悟空Jr.の食料を横取りしようと考え、彼をいったん降ろして用足しをさせている隙に食料をかっぱらっていった（パック曰く「親切な奴ほど信用できない」）。
クマの親子
悟空Jr.がパオズ山で出会ったクマの親子。悟空Jr.がゲットーに襲われている子熊を助け、ケガの手当てをしたことから仲良くなり、パックを助けられなかったことを悲観する悟空Jr.のことを涙をなめて慰めた。その直後に親熊が登場し悟空Jr.を威嚇するが、子熊から事情を聞き悟空Jr.を四星球のある悟空の家まで案内する。その途中、妖魔王に襲われた時には、親熊は悟空Jr.と子熊を守るべく自分より強大な妖魔王に屈することなく勇敢に立ち向かう。親子共々殺されそうになったところを超サイヤ人に覚醒した悟空Jr.に助けられ、最後まで悟空Jr.と行動を共にし、悟空の家で悟空Jr.が四星球を見つけた時は事の成り行きと、悟空と悟空Jr.の邂逅を親子で見守る。
パオズ山の妖怪
GTテレビスペシャル『悟空外伝!勇気の証しは四星球』に登場。パオズ山に生息する妖怪たち。
妖魔王
声 - 大友龍三郎
猪に似た外見をしているパオズ山の妖怪の主にしてパオズ山に生息する怪物たちの王。巨体で踏み潰そうとするほか、手を銃や刀に変化できる。マンバたちに代わり、悟空Jr.に襲い掛かる。それを助けようとしたクマを殺そうとするが、クマの子供も殺されそうになった怒りで超サイヤ人に変化した悟空Jr.に敗れる。
マンバ
声 - 伊藤美紀
女妖怪（山姥）。人間の女性に変身し狼に襲われる悟空Jr.とパックを家に泊める。その後正体を表し、2人を食べようとするが異変を感じた悟空Jr.とパックの機転により逃げられる。髪を伸ばす能力を持ち、その髪をパックの手により切られ激怒する。二度目の登場時はショートカットとなっている。冷酷な性格であるがおだてに弱い一面がある。妖魔王が敗れた後は超サイヤ人と化した悟空Jrを恐れ3人とも逃亡。
ラッカル
声 - 曽我部和恭
鶏の妖怪。腕を羽に変え空を飛ぶことができる。マンバに惚れており「ショートカットも可愛い」と評する。
ゲットー
声 - 青森伸
爬虫類型の妖怪。一人称は「オイラ」。大きく広がる口でクマの子供を食おうとするが、それを阻止しようとした悟空Jr.に吹き飛ばされる。背中に2本の刀を背負っているが、使われることはない。

## 劇場版・イベント用アニメオリジナルキャラクター
以下は、『Z』にも登場するガーリックjr.、ハイヤードラゴン、ゴジータおよびテレビアニメ『超』にも登場する破壊神ビルスやウイスなどを除き、劇場版およびジャンプスーパーアニメツアー08上映作品『ドラゴンボール オッス!帰ってきた孫悟空と仲間たち!!』にのみ登場するキャラクター。キャラクターの詳細は各劇場版作品を参照（一部のキャラクターは備考欄にそれ以外の参照場所も記載）。ここでは名前が付けられたキャラクターの登場作品のみ記述。
| キャラ名                                                        | 声優                                | 備考 |
| 『ドラゴンボール 神龍の伝説』初登場                             | 『ドラゴンボール 神龍の伝説』初登場 | 『ドラゴンボール 神龍の伝説』初登場 |
| --------------------------------------------------------------- | ----------------------------------- | --- |
| グルメス大王                                                    | 森山周一郎                          | |
| パスタ                                                          | 小山茉美                            | |
| パンジ                                                          | 鈴木富子                            | |
| ボンゴ                                                          | 納谷悟朗                            | |
| 『ドラゴンボール 魔神城のねむり姫』初登場                       |                                     | |
| ルシフェル                                                      | 野沢那智                            | |
| ガステル                                                        | 郷里大輔                            | |
| 『ドラゴンボールZ (1989年の映画)』初登場                        |                                     | |
| ガーリックJr.                                                   | 神谷明（劇場版） 千葉繁（テレビ版） | アニメ本編の魔凶星編（第108話 - 第116話）にも登場する。                                                                                                  |
| ジンジャー                                                      | 戸谷公次                            | |
| サンショ                                                        | 堀之紀                              | |
| ニッキー                                                        | 千葉繁                              | |
| 『ドラゴンボールZ この世で一番強いヤツ』初登場                  |                                     | |
| Dr.ウィロー                                                     | 中田浩二                            | |
| Dr.コーチン                                                     | 矢田耕司                            | |
| キシーメ                                                        | 岸野幸正                            | |
| エビフリャー                                                    | 山口健                              | |
| ミソカッツン                                                    | 郷里大輔                            | |
| バイオマン                                                      | 龍田直樹                            | |
| 『ドラゴンボールZ 地球まるごと超決戦』初登場                    |                                     | |
| ターレス                                                        | 野沢雅子                            | OVA『ドラゴンボールZ外伝 サイヤ人絶滅計画』にも登場。 |
| ハイヤードラゴン                                                | 龍田直樹                            | 特殊なため、詳しくはリスト外に記述。 |
| レズン                                                          | 内海賢二                            | |
| ラカセイ                                                        | 佐藤正治                            | |
| ダイーズ                                                        | 真地勇志                            | |
| カカオ                                                          | 里内信夫                            | |
| アモンド                                                        | 銀河万丈                            | |
| 『ドラゴンボールZ 超サイヤ人だ孫悟空』初登場                    |                                     | |
| スラッグ                                                        | 屋良有作                            | OVA『ドラゴンボールZ外伝 サイヤ人絶滅計画』にも登場。 |
| アンギラ                                                        | 難波圭一                            | |
| カクージャ                                                      | 飯塚昭三                            | |
| ゼエウン                                                        | 戸谷公次                            | |
| ドロダボ                                                        | 郷里大輔                            | |
| メダマッチャ                                                    | 堀之紀                              | |
| 『ドラゴンボールZ とびっきりの最強対最強』初登場                |                                     | |
| クウラ                                                          | 中尾隆聖                            | OVA『ドラゴンボールZ外伝 サイヤ人絶滅計画』にも登場。 |
| サウザー                                                        | 速水奨                              | |
| ネイズ                                                          | 平野正人                            | |
| ドーレ                                                          | 佐藤正治                            | |
| 『ドラゴンボールZ 激突！！100億パワーの戦士たち』初登場         |                                     | |
| メタルクウラ                                                    | 中尾隆聖                            | |
| 『ドラゴンボールZ 極限バトル！！三大超サイヤ人』初登場          |                                     | |
| 人造人間13号                                                    | 曽我部和恭                          | 一覧記事人造人間 (ドラゴンボール)も参照。 |
| 人造人間14号                                                    | 江川央生                            | 一覧記事人造人間 (ドラゴンボール)も参照。 |
| 人造人間15号                                                    | 小林俊夫                            | 一覧記事人造人間 (ドラゴンボール)も参照。 |
| 『ドラゴンボールZ 燃えつきろ！！熱戦・烈戦・超激戦』初登場      |                                     | |
| ブロリー                                                        | 島田敏                              | 個別記事ブロリーを参照。 ゲームでは『超』のものとは別個体扱い。 劇場版『危険なふたり!超戦士はねむれない』にも登場。                                      |
| パラガス                                                        | 家弓家正                            | ゲームでは『超』のものとは別個体扱い。 |
| 『ドラゴンボールZ 銀河ギリギリ！！ぶっちぎりの凄い奴』初登場    |                                     | |
| ボージャック                                                    | 玄田哲章                            | |
| ゴクア                                                          | 森川智之                            | |
| ザンギャ                                                        | 丸尾知子                            | |
| ビドー                                                          | 江川央生                            | |
| ブージン                                                        | 龍田直樹                            | |
| ギョーサン・マネー                                              |                                     | |
| ドル・マネー                                                    |                                     | |
| オッカネー・マネー                                              |                                     | |
| ウドー                                                          | 宮内幸平                            | |
| ドスコイ                                                        |                                     | |
| 『ドラゴンボールZ 危険なふたり！超戦士はねむれない』初登場      |                                     | |
| ココ                                                            | 嶋方淳子                            | |
| 『ドラゴンボールZ 超戦士撃破！！勝つのはオレだ』初登場          |                                     | |
| バイオブロリー                                                  | 島田敏                              | |
| ジャガー・バッタ男爵 （ジャガー・バッダ男爵）                   | 龍田直樹                            | |
| メンメン                                                        | 藤原啓治                            | |
| コリー博士                                                      | 佐藤正治                            | |
| ナイン                                                          |                                     | |
| ヘイ                                                            |                                     | |
| 『ドラゴンボールZ 復活のフュージョン！！悟空とベジータ』初登場  |                                     | |
| ゴジータ                                                        | 野沢雅子 & 堀川亮                   | 個別記事ゴジータを参照。 孫悟空とベジータがフュージョンした姿。 テレビアニメ『ドラゴンボールGT』にも登場。 劇場版『ドラゴンボール超 ブロリー』にも登場。 |
| ジャネンバ                                                      | 玄田哲章                            | |
| ジュリアーノ                                                    |                                     | |
| ロメオ                                                          |                                     | |
| 『ドラゴンボールZ 龍拳爆発！！悟空がやらねば誰がやる』初登場    |                                     | |
| タピオン                                                        | 優希比呂                            | |
| ミノシア                                                        |                                     | |
| ホイ                                                            | 松田重治                            | |
| ヒルデガーン                                                    | 青森伸                              | |
| 『ドラゴンボール オッス！帰ってきた孫悟空と仲間たち！！』初登場 |                                     | |
| ターブル                                                        | 森田成一                            | 映画『ドラゴンボールZ 神と神』で存在が示唆される。 |
| グレ                                                            | 西原久美子                          | |
| アボ                                                            | 沼田祐介                            | |
| カド                                                            | 田中一成                            | |
| 合体アカ                                                        | 増谷康紀                            | |
| 『ドラゴンボールZ 神と神』初登場                                |                                     | |
| 破壊神ビルス                                                    | 山寺宏一                            | 一覧記事ドラゴンボール超の登場人物も参照。 |
| ウイス                                                          | 森田成一                            | 一覧記事ドラゴンボール超の登場人物も参照。 |
| 予言魚                                                          | 中川翔子                            | 一覧記事ドラゴンボール超の登場人物も参照。 |
| 『ドラゴンボールZ 復活の「F」 』初登場                          |                                     | |
| ソルベ                                                          | 斎藤志郎                            | 一覧記事フリーザ軍も参照。 |
| タゴマ                                                          | 中井和哉                            | 一覧記事フリーザ軍も参照。 |
| シサミ                                                          | 稲田徹                              | 一覧記事フリーザ軍も参照。 |
| 『ドラゴンボール超 ブロリー』初登場                             |                                     | |
| ブロリー                                                        | 島田敏                              | 個別記事ブロリーを参照。 ゲームでは『Z』のものとは別個体扱い。                                                                                           |
| パラガス                                                        | 家弓家正                            | ゲームでは『Z』のものとは別個体扱い。 |
| ベリブル                                                        | 斉藤貴美子                          | |
| キコノ                                                          | 菊池正美                            | |
| チライ                                                          | 水樹奈々                            | |
| レモ                                                            | 杉田智和                            | |
| ビーツ                                                          | 桐本拓哉                            | |
| モロコ                                                          | 江川央生                            | |
| シトウ                                                          | 谷昌樹                              | |
| ニオン                                                          |                                     | |
| 執事                                                            |                                     | |
| ダイゲン                                                        | 松山鷹志                            | |
| バア                                                            |                                     | |
| 大ダニ                                                          |                                     | |
| 『ドラゴンボール超 スーパーヒーロー』初登場                     |                                     | |
| ガンマ1号                                                       | 神谷浩史                            | 一覧記事人造人間 (ドラゴンボール)も参照。 |
| ガンマ2号                                                       | 宮野真守                            | 一覧記事人造人間 (ドラゴンボール)も参照。 |
| Dr.ヘド                                                         | 入野自由                            | 一覧記事レッドリボン軍も参照。 |
| マゼンタ                                                        | ボルケーノ太田                      | 一覧記事レッドリボン軍も参照。 |
| カーマイン                                                      | 竹内良太                            | 一覧記事レッドリボン軍も参照。 |
| レッドリボン軍兵3番                                             | 山口太郎                            | 一覧記事レッドリボン軍も参照。 |
| レッドリボン軍兵15番                                            | 松山鷹志                            | 一覧記事レッドリボン軍も参照。 |
| レッドリボン軍兵28番                                            | 片貝直生                            | 一覧記事レッドリボン軍も参照。 |
| レッドリボン軍兵33番                                            | 寺崎千波也                          | 一覧記事レッドリボン軍も参照。 |
| レッドリボン軍兵79番                                            | 佐藤悠雅                            | 一覧記事レッドリボン軍も参照。 |
| セルマックス                                                    | 若本規夫                            | 個別記事セル (ドラゴンボール)を参照。 |

ハイヤードラゴン
声 - 龍田直樹
悟飯に懐く小型の竜。ターレス一味が地球来襲の際に生じた森の火災を、その場に居合わせた悟飯とクリリンが鎮火、その後ドラゴンボールで森を蘇らせたときに悟飯と出会う。チチに反対されるが悟空の援助により、孫家にて飼われるようになる。
その後、『超サイヤ人だ孫悟空』（VSスラッグ）、『とびっきりの最強対最強』（VSクウラ）にも登場し、いずれも重要な位置づけを担う。また、テレビアニメでも魔凶星編や第125話に登場する。